# Curtara
Curtara är ett släkte av insekter. Curtara ingår i familjen dvärgstritar.

## Dottertaxa tillCurtara, i alfabetisk ordning[1]
- Curtara abjecta
- Curtara acroschismata
- Curtara addera
- Curtara adunca
- Curtara albimaculata
- Curtara albolabes
- Curtara albomacula
- Curtara albororata
- Curtara alicuja
- Curtara anchora
- Curtara angusta
- Curtara animosa
- Curtara annulipes
- Curtara antica
- Curtara apena
- Curtara apicala
- Curtara apicana
- Curtara arda
- Curtara artigasi
- Curtara atomaria
- Curtara audacitara
- Curtara avisara
- Curtara barrera
- Curtara basala
- Curtara bermudensis
- Curtara bicolorata
- Curtara bifidella
- Curtara bivirga
- Curtara blancoi
- Curtara breva
- Curtara brevenda
- Curtara canera
- Curtara cangana
- Curtara canora
- Curtara carloorum
- Curtara catena
- Curtara cavera
- Curtara cometa
- Curtara compacta
- Curtara complexa
- Curtara concava
- Curtara contrara
- Curtara convella
- Curtara cornuta
- Curtara corrientea
- Curtara cresana
- Curtara cruciata
- Curtara crux
- Curtara cubana
- Curtara culpa
- Curtara cumbresa
- Curtara curventa
- Curtara curvita
- Curtara declivara
- Curtara dedeca
- Curtara dendrilla
- Curtara deresa
- Curtara diagonala
- Curtara dilatera
- Curtara divisa
- Curtara dura
- Curtara enadara
- Curtara esona
- Curtara estribii
- Curtara exactera
- Curtara excavara
- Curtara exesa
- Curtara exilia
- Curtara felra
- Curtara filana
- Curtara formosa
- Curtara funebris
- Curtara gatuna
- Curtara gera
- Curtara gibara
- Curtara griseola
- Curtara guianae
- Curtara hamata
- Curtara hebetara
- Curtara henesa
- Curtara incora
- Curtara inflata
- Curtara insueta
- Curtara insularis
- Curtara interspersa
- Curtara irrorata
- Curtara jansoni
- Curtara kelana
- Curtara kula
- Curtara lacerta
- Curtara latera
- Curtara lineatana
- Curtara longula
- Curtara luda
- Curtara magna
- Curtara malva
- Curtara margara
- Curtara maria
- Curtara mayra
- Curtara megalops
- Curtara melebes
- Curtara mellella
- Curtara minima
- Curtara moesta
- Curtara mystica
- Curtara nebula
- Curtara nigrina
- Curtara nisa
- Curtara nosera
- Curtara notanda
- Curtara novella
- Curtara nunezi
- Curtara nura
- Curtara opesa
- Curtara ora
- Curtara pagina
- Curtara panda
- Curtara pedica
- Curtara perusella
- Curtara picchua
- Curtara pilosa
- Curtara pugilla
- Curtara punctata
- Curtara quala
- Curtara ramela
- Curtara regela
- Curtara remara
- Curtara retusa
- Curtara rigida
- Curtara rosacea
- Curtara rugara
- Curtara samera
- Curtara sata
- Curtara scapa
- Curtara scela
- Curtara schaumi
- Curtara scutella
- Curtara secara
- Curtara serpenta
- Curtara serrana
- Curtara sexteta
- Curtara subrufa
- Curtara subtacta
- Curtara sudara
- Curtara sufflara
- Curtara surinamensis
- Curtara sursa
- Curtara tapirapa
- Curtara teapensis
- Curtara torela
- Curtara torquara
- Curtara transversa
- Curtara trigona
- Curtara triplehorni
- Curtara trita
- Curtara trivialis
- Curtara tropicana
- Curtara tupy
- Curtara variegata
- Curtara wasena
- Curtara ventusa
- Curtara vestiga
- Curtara viscosa
- Curtara vurla
- Curtara xingua
- Curtara youngi